# Kurarua rhopalophoroides
Kurarua rhopalophoroides är en skalbaggsart. Kurarua rhopalophoroides ingår i släktet Kurarua och familjen långhorningar.

## Underarter
Arten delas in i följande underarter:
- K. r. rhopalophoroides
- K. r. chujoi